# Corint
|  | Per a altres significats, vegeu «Corint (desambiguació)». |

Corint és una ciutat del Peloponès a Grècia, capital del nomós del seu mateix nom. El 2021 tenia uns 30.816 habitants. És a uns sis km al nord-est de la ciutat greco-roman del mateix nom. Va ser fundat com a Nea Korinthos  (Νέα Κόρινθος) el 1858 després d'un terratrèmol que va destruir la ciutat antiga. Avui és una ciutat portuària i un centre de producció industrial i agrícola. El producte per excel·lencia són les panses de Corint (DOP).

## La ciutat moderna
La riquesa principal de la ciutat és el port i el canal. És un nus comercial i industrial grec. A 12 km al nord-est, hi ha una refineria petroquímica ja prop de l'àrea metropolitana d'Atenes. S'hi produeixen cables de coure, productes derivats del petroli, equips mèdics, marbre, guix, rajoles ceràmiques, sal, aigua mineral i begudes, productes carnis i xiclets. Des de la crisi de 2005 va patir una certa desindustrialització.
En el camp agrícola, a mès de fruita i tabac, s'hi produeixen panses de Corint, conegudes per ser molt dolces i petites. Des de temps antics van ser i romanen un producte d'exportació important. Abans de l'invenció del sucre industrial, era l'únic edulcorant concentrat a més de la mel, i de més fàcil collita. Al segle xix reprensentaven entre 50 i 75% de les exportacions gregues. La varietat Korinthiaki Stafida Vostitsa (Κορινθιακή Σταφίδα Βοστίτσα) és reconeguda com a Denominació d'origen protegia (DOP) des del 1998.
És estació terminal del ferrocarril elèctric (Proastiakos) de l'àrea metropolitana d'Atenes. Tot i que el canal va perdre importància per al transport de mercaderies, queda una important atracció turística.

## La ciutat antiga

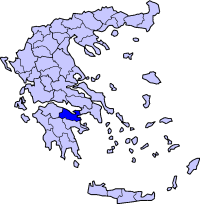
Corint, Grècia.

Segons la mitologia grega, la ciutat va ser fundada amb el nom d'Èfira per Sísif, que en fou rei. La ciutat actual és al nord-est de l'antiga, que era a l'istme de Corint, a la prolongació cap aquest de les muntanyes de Geranea procedents del nord i que arribaven de costat a costat. Era al golf Sarònic i estava unida per una via a Mègara; tenia al sud les muntanyes Oneia i la ciutadella estava en una roca anomenada Acrocorint; la part plana era arrecerada per llargues muralles que protegien la zona fins al port de la ciutat, que era a Lekeion i la zona de Cenkrea. La ciutat protegia els tres passos de l'istme. Després del terratrèmol del segle vi, que la va destruir, va esdevenir un llogaret conegut com a Gortho fins al segle xix, quan va recuperar el seu nom.
La ciutat fou una de les més gran de Grècia, només superada per Atenes. Clitó li dona una població, incloent-hi els dels afores, d'uns cent mil habitants, dels quals el 70% s'estaven a la ciutat. Hi havia seixanta mil esclaus, que probablement eren inclosos en el nombre esmentat de ciutadans.
La ciutat antiga era ric en obres d'art i edificis notables, de les quals molt poc s'ha conservat. Guerres i terratrèmols van destruir molt. Tenia dos ports: el de Lequeu al golf de Corint i el de Cèncrees al golf Sarònic. Periandre va desenvolupa un sistema per transportar per terra els vaixells entre els dos golfs. El 1893, el Canal de Corint, fa suprimir aquest obstacle i facilitar la navegació.
Les poques restes que encara es poden veure són gairebé totes romanes, llevat de les columnes del temple d'Apol·lo. Entre les restes romanes, hi ha algunes tombes, les restes d'uns banys i un amfiteatre.

## Història
La zona fou poblada des del Neolític i després fou dominada pels micènics, dels quals va passar a Argos, després de la invasió dels doris. El segle VIII aC es va fer independent. La llegenda atribueix a Sisifó la fundació de l'estat. La ciutat es deia Èfira, i més tard el seu nom va canviar a Corint, probablement durant la conquesta dòria. Segons una antiga llegenda local, el nom provindria de Corint, fill de Zeus, que hauria participat en la creació. Els antics grecs es burlaven d'aquesta pretensió.
Segons Pausànies, Primnis fou el darrer descendent d'Aletes i Baquis va iniciar una nova dinastia també heracliada, però Diodor diu que tots foren descendents d'Aletes però que Baquis fou tan cèlebre que el seu nom es va donar a la dinastia baquíada.
Automènes va decidir abolir la monarquia d'acord amb les dues-centes famílies principals i elegir un Pritani anyal. Els baquíades van seguir governant d'aquesta manera durant noranta anys més, fins que foren enderrocats per Cípsel amb l'ajut de les classes baixes, el 657 aC. Els corintis van fundar durant el període baquíada moltes ciutats: Molícria a l'istme, Siracusa (vers 734 aC), Corcira (vers 733 aC) i d'altres i van crear una marina.
Cípsel (657-627 aC) fou substituït pel seu fill Periandre (627-583 aC), que fou protector del comerç i les arts. Va seguir fundant colònies: Ambràcia, Anactòrion, Lèucada, Apol·lònia i d'altres. En un període posterior, els corintis s'aliaren amb els atenencs contra els espartans. Va esdevenir en joc entre Atenes i Esparta en la Guerra del Peloponès, durant la qual va canviar unes vegades de camp.
El 391 aC, els atenencs van marxar a Corint i van restaurar-ne les muralles, però altre cop foren destruïdes pels espartans, dirigits per Agesilau i Teleuties, que a més van capturar Lekeion, on es va establir una guarnició espartana. Finalment, la pau d'Antàlcides el 387 aC va posar fi a la unió amb Argos i la ciutat entra en l'aliança Lacedemònia els exiliats corintis favorables a Esparta retornen. En la guerra que va seguir entre Tebes i Esparta, els corintis van ser lleials a Esparta; però, malmès el territori, van haver de signar una pau separada.
La ciutat va romandre independent sota govern oligàrquic. Timòfanes va intentar assolir la tirania, però fou mort pel seu propi germà Timoleó (344 aC). El 338 aC, Filip II de Macedònia la va fer centre de la Lliga de Corint, controlada per ell mateix.
Després de la batalla de Queronea, els macedonis van establir una guarnició a Acrocorint. Aquesta guarnició fou sorpresa pel líder de la Lliga Aquea, Àratos de Sició, que va incorporar Corint a la lliga (243 aC). El 223 aC, la ciutat fou ocupada per Antígon Dosó, que la volia com a base contra la Lliga Etòlia i Cleòmenes. Filip, fill d'Antígon, la va conservar fins que fou derrotat a Cinoscèfals (196 aC) i Corint fou declarada ciutat lliure pels romans i unida a la Lliga Aquea altra vegada. Una guarnició romana es va establir a Acrocorint. Corint fou després capital de la Lliga i fou allí que els ambaixadors romans foren maltractats, cosa que va provocar l'ultimàtum del senat a la lliga. Derrotada aquesta, el cònsol L. Mummius va entrar a Corint sense oposició i van exercir venjança sobre la ciutat i la seva gent: els homes executats i les dones i nens venuts com a esclaus; les obres d'art es van portar a Roma i la ciutat fou saquejada i destruïda (146 aC). Va romandre destruïda i despoblada uns cent anys i el seu territori fou donat a Sició o fou fet ager públic. El comerç es va traslladar a Delos.
El 46 aC, Juli Cèsar va decidir reconstruir la ciutat. El 395, fou saquejada per Alaric I i el 521 fou destruïda per un terratrèmol. El novembre del 856, un altre terratrèmol va destruir part de la ciutat en el qual van morir unes 45.000 persones. Devers l'any 50, sant Pau, adepte de la mortificació, hi va crear una comunitat i es va vexar molt de llibertat sexual de la població.
Al segle xii, la riquesa de la ciutat pel comerç de la seda amb els estats europeus va atreure els normands de Sicília, que la van saquejar el 1147. Corint fou romana d'Orient fins al 1210. El 1204, després de la caiguda de Constantinoble en mans dels llatins, el Peloponès fou concedit a Godofreu o Jofre I Villehardouin, amb títol de príncep d'Acaia.
La nissaga dels Acciaiuoli va gaudir d'alguns càrrecs al Peloponès, on tenien el favor de Caterina II de Valois, nominal emperadriu llatina d'Orient, que els va concedir alguns feus al principat d'Acaia, i d'aquestes bases (Corint sobretot) van conquerir als catalans Levàdia, Platea, Tebes, Mègara i Sició el 1388, i es van apoderar d'Atenes el 2 de maig de 1388 després d'un setge. Van governar el ducat incloent-hi Corint fins al 1395, quan els venecians la van annexionar. Atacada Corint per Evrenos Gazi el 1395, el dèspota grec de Morea es va apoderar de la ciutat per assegurar-ne la defensa, i fou després cedida als Cavallers Hospitalaris el 1400, però retornant al despotat el 1404. Teodor II, el dèspota de Morea, va construir la muralla Hexamilion a l'istme de Corint.
El 1458, Mehmet II la va assetjar i conquerir, i prengué el nom de Kordos o Gördes. El 1489, tenia una població cristiana de 18.000 persones. Va formar un sanjaq de l'eyalat de Morea. Els Cavallers de Rodes la van ocupar temporalment el 1614, i els venecians el 1682, i quedà per a la república de Venècia pel tractat de Karlowitz de 1699. Els otomans la van reconquerir el 1715. Fou la capital de la província de Morea entre 1715 i 1731 i un sanjaq de 1731 a 1822.
El 1822, fou ocupada pels grecs; la ciutat va quedar danyada en les lluites. El Tractat de Constantinoble va reconèixer la independència de Grècia. El 1833, fou proposada com a nova capital de Grècia, però finalment fou elegida Atenes, que aleshores era una població molt petita. El 1858, la ciutat que era a tres km al sud de la moderna) fou destruïda per un terratrèmol i es va fundar una nova ciutat; un nou terratrèmol posterior no en va impedir la reconstrucció de la vella el 1928; i altre cop després d'un gran incendi el 1933. La nova Corint fou fundada a la costa de la badia.